# نصف‌النهار ۲۶ درجه غربی
نصف‌النهار ۲۶ درجه غربی ۲۶مین نصف‌النهار غربی از گرینویچ است که از لحاظ زمانی 1ساعت و 44دقیقه با گرینویچ اختلاف زمانی دارد.
این نصف‌النهار از قطب شمال شروع و از مناطق زیر گذشته و به قطب جنوب ختم می‌شود.
- گرینلند
- اقیانوس اطلس